# Central hidroeléctrica Juncal
La central hidroeléctrica Juncal es una planta transformadora de energía hidráulica en eléctrica ubicada a 32 km al este de la ciudad de Los Andes (Chile) en la cuenca del río Juncal en la Región de Valparaíso. Fue inaugurarda en 1994 y tiene una potencia de 29,2 MW generados por una turbina del tipo Pelton.